# Alan Sillitoe
Alan Sillitoe (Nottingham, 1928. március 4. – London, 2010. április 25.) angol író, költő. A dühöngő ifjúság irodalmi, színházi, filmes mozgalom egyik kiemelkedő szerzője volt. 

## Élete és pályafutása
Szegény munkáscsaládból származott. Az 1950-es évek közepén kezdett írni. A Szombat este, vasárnap reggel című első regénye 1958-ban jelent meg. A hosszútávfutó magányossága (1959) című elbeszélése, éppúgy, mint első regénye, sikeres filmek forgatókönyvének lett alapja.
Műveinek zöme a brit munkásosztály sanyarú sorsáról szól.
Sillitoe több ízben járt a Szovjetunióban, mígnem 1968 után, amikor fellépett a szovjet írók emberi jogaiért, ki nem tiltották.

## Magyarul megjelent művei
- Az ajtó kulcsa; ford. Vásárhelyi Miklós; Európa, Bp., 1963
- A hosszútávfutó magányossága; ford. Göncz Árpád; Európa, Bp., 1970 (Európa zsebkönyvek)
- A rongyszedő lánya. Elbeszélések; ford. Bart István et al., vál. Dezsényi Katalin; Európa, Bp., 1978 (Európa zsebkönyvek)
- A hosszútávfutó magányossága / Szombat este, vasárnap reggel; ford. Göncz Árpád; Sziget Kiadó, Bp., 1999
- Születésnap; ford. Kiss Árpád; Sawasawa–Sziget, Bp., 2005
- A nap törött szekerén; ford. Kiss Árpád; K.u.K.–Sawasawa, Bp., 2008

## Filmadaptációk
- Szombat este, vasárnap reggel (1960) – forgatókönyvíró
- A hosszútávfutó magányossága (1962) – forgatókönyvíró
- Counterpoint (1968) – The General című regénye alapján
- The Ragman's Daughter (1972) –A rongyszedő lánya című novellája alapján